# De Hutte
De Hutte, ook wel het Huttebos of 's Martensbos genoemd, is een bos in de Belgische gemeente Houthalen-Helchteren.
Het bos sluit in het westen aan op het het natuur- en recreatiegebied Kelchterhoef en natuurgebied Ten Haagdoornheide. In het noorden grenst het aan het militair domein Donderslagse Heide, in het zuiden ligt Houthalen-Oost. De Huttebeek stroomt doorheen het zuidelijk deel van het bos. Het fietsroutenetwerk loopt door het bos.

## Geschiedenis
Het Huttebos ontstond in 1993 toen de verlaten landbouwgronden ten oosten van Kelchterhoef bebost werden. Naast landbouwgrond bestond het gebied voorheen uit bos en heide. Norbert Martens (1928-2018) was grondlegger van het bos. De naam 's Martensbos herinnert zijn inspanningen.

## Beschrijving
Het Huttebos omvat zowel naaldbos als loofbos. Onder de boomsoorten zijn terug te vinden: grove den, Corsicaanse den, Japanse lork, douglasspar, zomereik, tamme kastanje, gewone esdoorn, winterlinde, trilpopulier en berk. Onder de zoogdieren treft men konijnen, hazen, reeën en vossen.

## Galerij

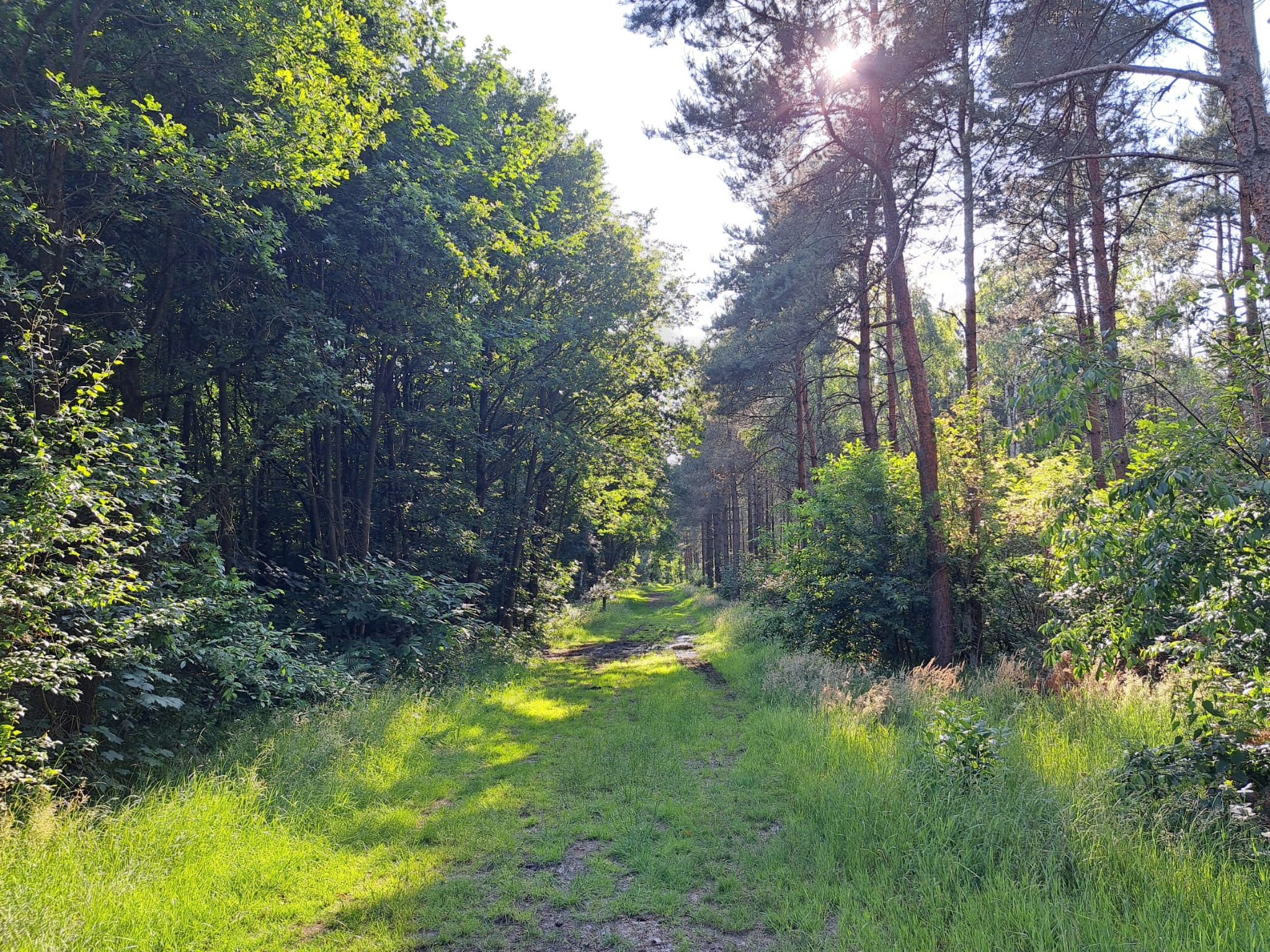
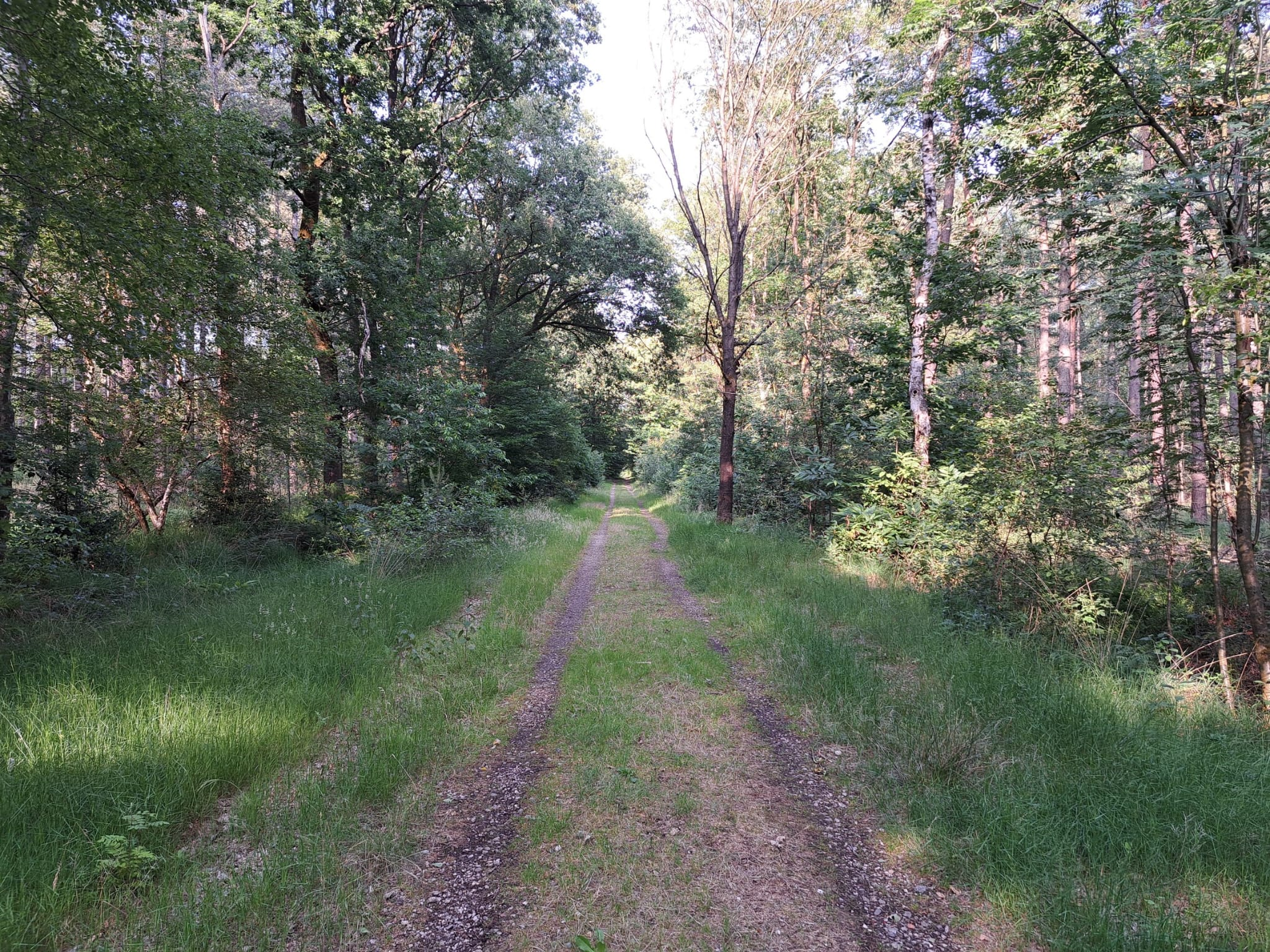
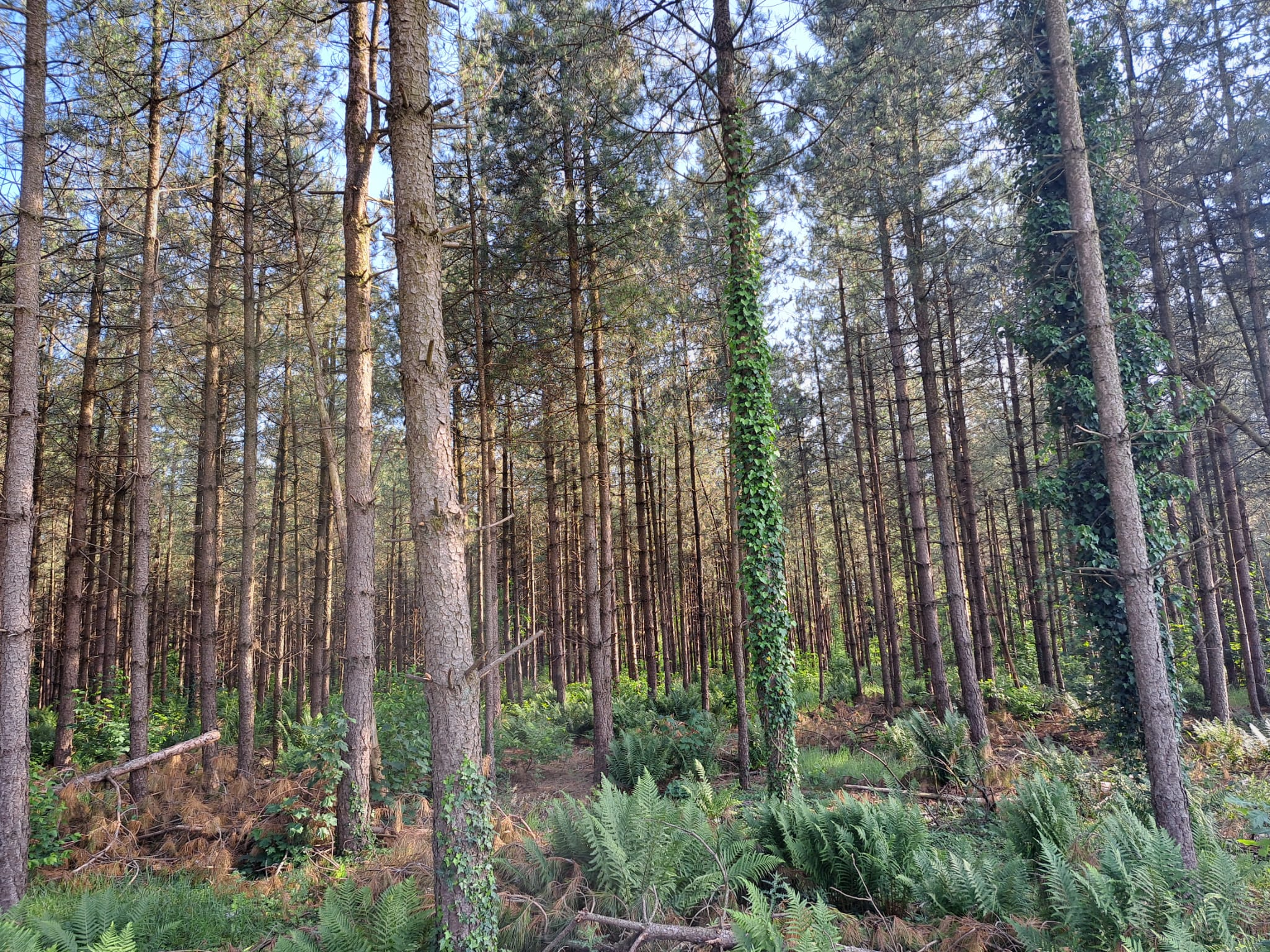
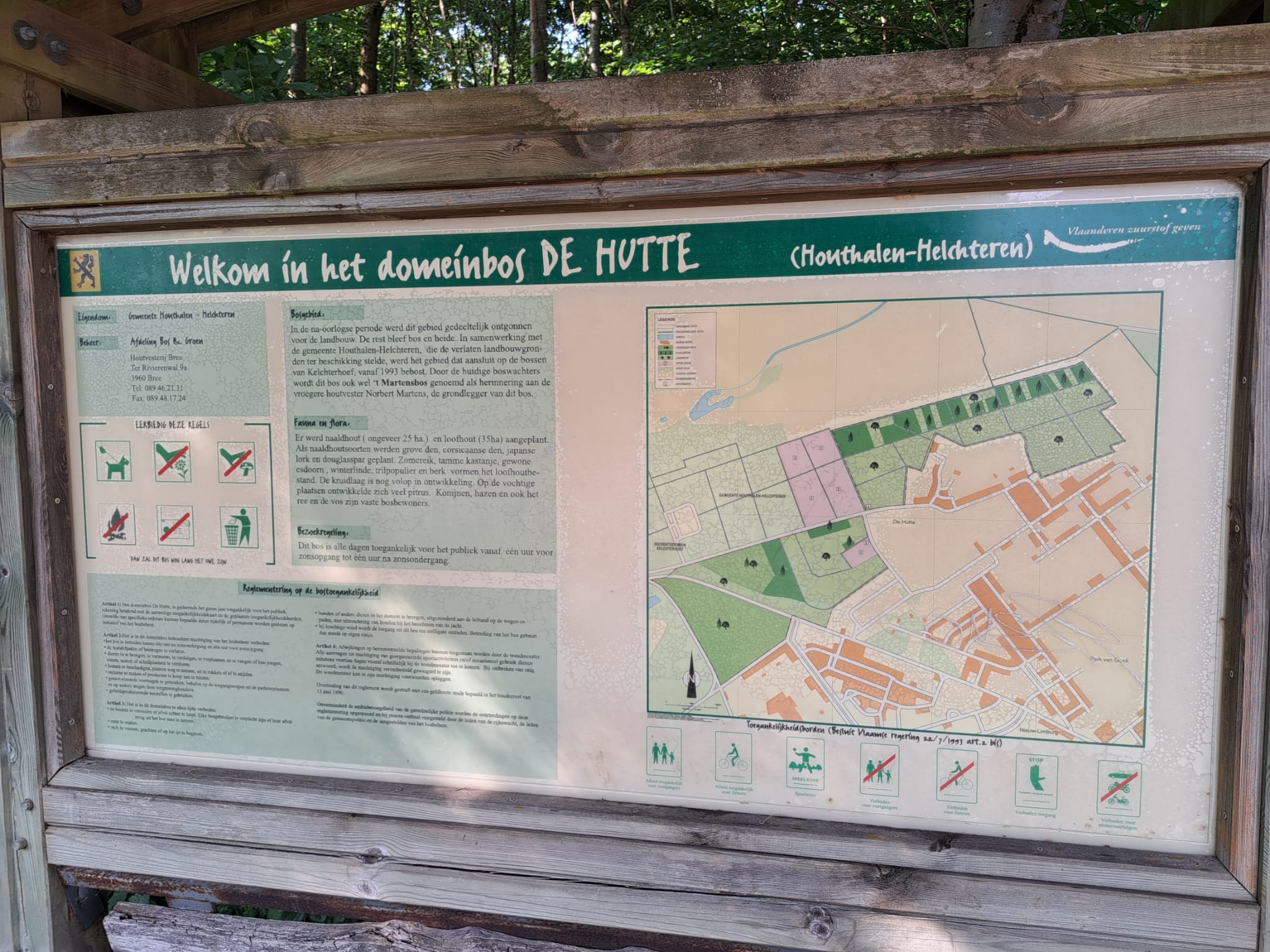
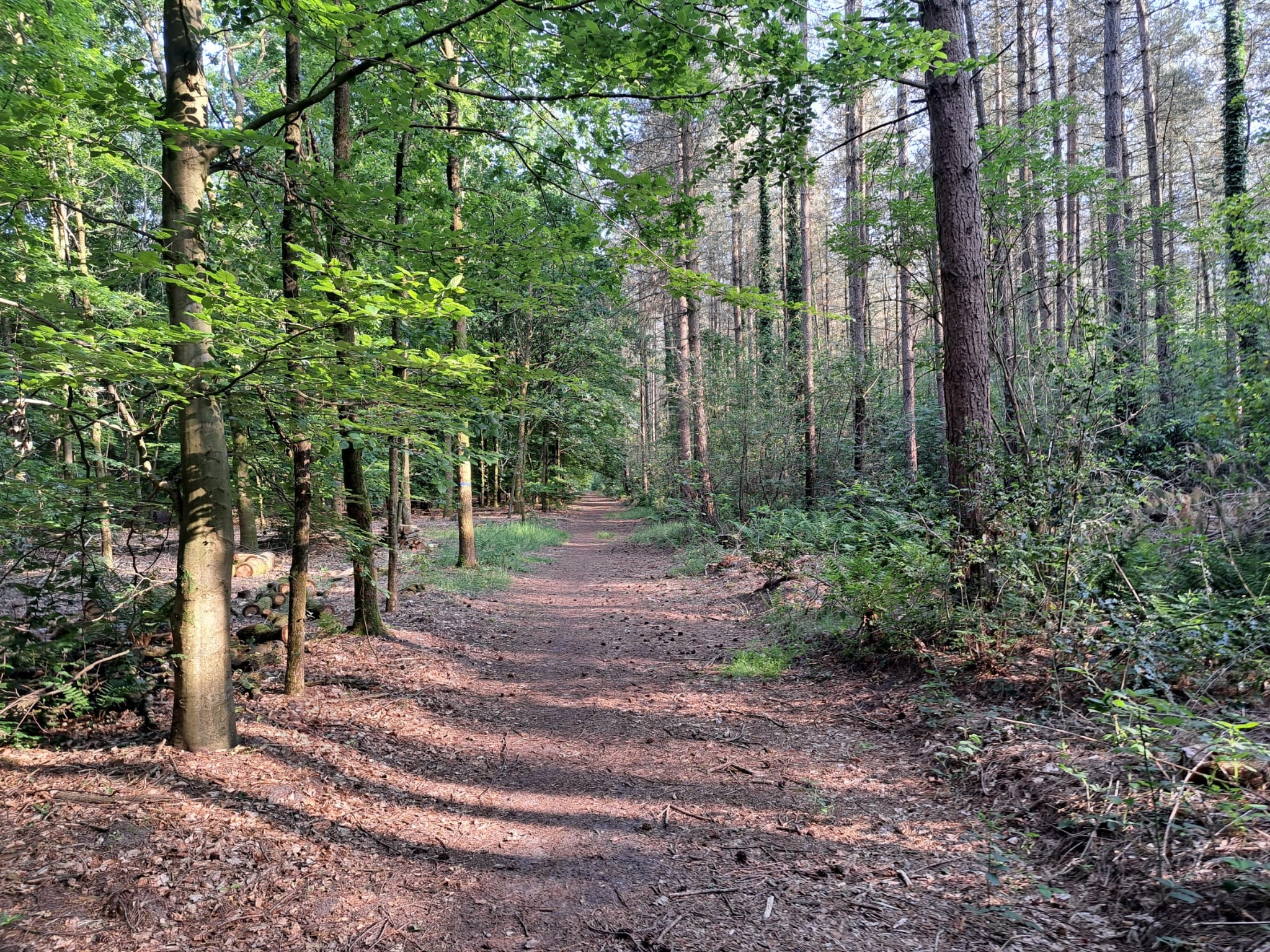